# Guerra della Quadruplice Alleanza
La guerra della Quadruplice alleanza fu combattuta dal regno di Spagna contro la Gran Bretagna, Francia, Austria e Paesi Bassi per il predominio sul mare Mediterraneo. Durò dalla fine del 1717 all'inizio del 1720 e fu un esempio di integrazione fra attività diplomatica e guerra.

## Contesto
Come conseguenza della guerra di successione spagnola (1701–1713/1714) Filippo di Borbone fu riconosciuto re di Spagna, ma il regno perse con il trattato di Utrecht i suoi possedimenti in Italia. Il ducato di Milano, il regno di Napoli e quello di Sardegna finirono alla casa degli Asburgo mentre la Sicilia dovette essere assegnata alla casa di Savoia, regnante il duca Vittorio Amedeo II, che nell'occasione aveva ricevuto il tanto agognato titolo regale.

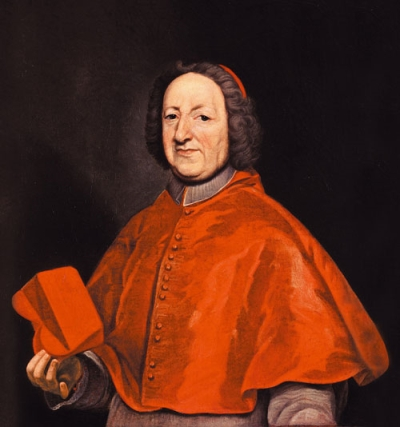
Il cardinale Alberoni

Inizialmente i paesi indeboliti da una guerra di tredici anni dovettero rafforzarsi. A questo proposito si distinse in modo particolare il cardinale Giulio Alberoni (1664-1752). Questi aveva già preparato nel 1714 il matrimonio fra Filippo V ed Elisabetta Farnese (1692-1766) e negli anni successivi era divenuto consigliere personale della regina di Spagna, finché nel 1715 divenne primo ministro. Sotto la sua guida l'economia spagnola fu stabilizzata e fu riformata la situazione finanziaria. Alberoni riuscì quindi a migliorare l'esercito e a costruire una nuova flotta (circa 50 navi di linea nel 1718), inizialmente destinata al confronto con la Sublime porta.
Filippo V aveva avuto dal suo primo matrimonio tre figli ed era chiaro fine di Elisabetta Farnese ottenere ducati in Italia per i propri figli, progetto per il quale si sarebbe spesa sempre e che sarebbe riuscita a soddisfare in seguito, con il conferimento di Napoli e Sicilia a Carlo e dei ducati farnesani al secondogenito Filippo di Borbone. Alberoni e Filippo V la sostennero in questo sforzo, poiché entrambi ambivano a ricostruire l'antica grandezza della Spagna. A questo scopo accamparono pretese su Sardegna e Sicilia.
In Francia, dalla morte di Luigi XIV (1715), il trono era retto dal duca di Orléans in nome del minorenne aspirante al trono, Luigi (il futuro Luigi XV). A causa delle aspettative ereditarie della Spagna sul trono francese, nel caso di decesso del giovane Luigi XV, la Gran Bretagna ritenne necessario impedire il rischio di un'unione delle due corone continentali di Francia e Spagna nella persona di un Borbone. Anche i Paesi Bassi si sentivano minacciati da un'ulteriore espansione spagnola. Ciò condusse ad un'alleanza fra i tre Stati, siglata il 4 gennaio 1717, per fronteggiare il progetto egemonico della Spagna.

## Svolgimento della guerra

### Le ostilità fino alla conclusione della Quadruplice alleanza

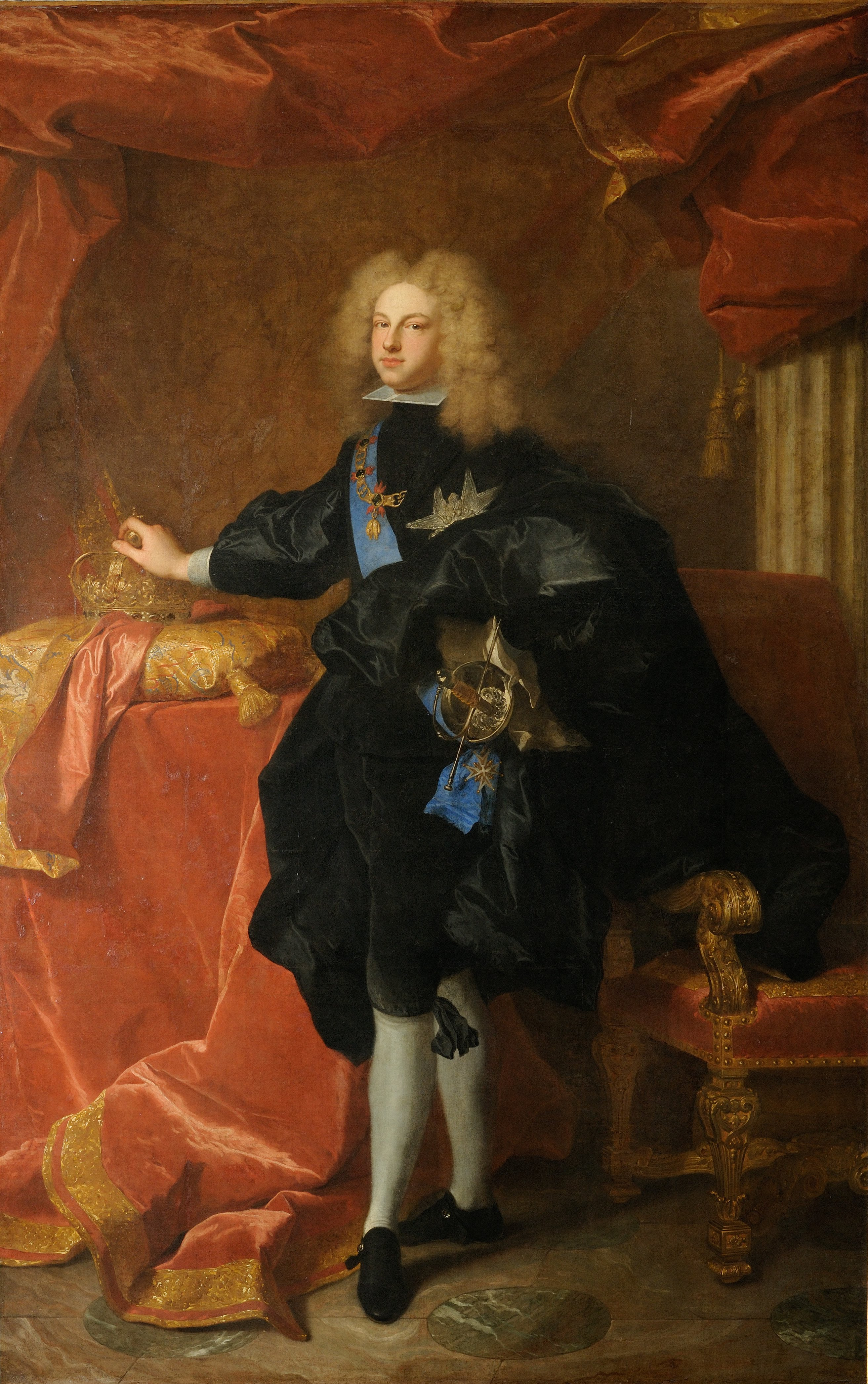
Filippo V di Spagna

Nell'agosto 1717, senza curarsi dell'opposizione della triplice alleanza, la Spagna mandò nella Sardegna austriaca (l'Austria era impegnata dal 1716 a fianco della Repubblica di Venezia nella Terza Guerra austro-turca) un corpo di spedizione di 8 000 fanti e 600 cavalieri.
La reazione austriaca fu debole, poiché le armate di Vienna erano impegnate nei Balcani e il presidente del Consiglio di guerra austriaco, principe Eugenio di Savoia (1663 – 1736), voleva evitare lo scoppio di un conflitto in Italia. Egli si preoccupò quindi solo di rafforzare le difese della città, in mano asburgica, di Napoli, che si considerava minacciata. Dopo la sconfitta inflitta nella battaglia di Petervaradino (5 agosto 1716) ai turchi da parte delle truppe austriache comandate dal principe Eugenio e la perdita di gran parte delle terre occupate dall'Impero ottomano nei Balcani, inclusa Belgrado (27 luglio 1718), sempre ad opera del principe Eugenio, le potenze della triplice alleanza cercarono di mediare una pace fra Austria ed Impero ottomano, affinché la prima potesse impegnarsi nel conflitto contro la Spagna.
Il 21 luglio 1718 fu conclusa fra i due belligeranti la pace di Passarowitz e il 2 agosto dello stesso anno l'Austria entrò nell'alleanza antispagnola, che divenne così la Quadruplice alleanza. Questa era un accordo fra stati che avrebbe dovuto garantire il bilanciamento delle forze fra le potenze europee. L'imperatore Carlo VI rinunciò in proposito ad eventuali pretese al trono spagnolo, acconsentì a uno scambio fra la Sicilia (in mano ai Savoia) e la Sardegna e alla creazione di una dinastia borbonica in Italia.
Queste decisioni dovevano ora venir presentate alla Spagna e per questo furono inviate alla corte spagnola con la minaccia, in caso di rifiuto, di una dichiarazione di guerra.

### Le battaglie del 1718
Con il pretesto dell'ostilità del popolo siciliano ai Savoia, già il 3 luglio 1718 era sbarcato in Sicilia, allora appunto da poco appartenente ai Savoia, un esercito spagnolo che conquistò dapprima Palermo e poi occupò l'intera Sicilia. Fece eccezione la città di Messina, che dovette essere assediata fino a settembre. Il cardinale Alberoni consigliò a Vittorio Amedeo II di unirsi alla Spagna contro l'Austria e spartire con la Spagna i territori occupati. La Gran Bretagna di conseguenza inviò nel Mediterraneo un'ingente squadra navale al comando dell'ammiraglio George Byng per tutelare i commerci britannici.
A Napoli si intese con il viceré austriaco conte di Daun che lo informò del prossimo intervento in Sicilia di un esercito austriaco. Per rendere ciò possibile era necessaria come prima mossa possedere il controllo del mare. Byng si mise a caccia della flotta spagnola e la trovò finalmente l'11 agosto 1718 di fronte a Capo Passero, la punta meridionale della Sicilia. Nella battaglia navale che ne seguì, Byng provocò gli spagnoli, agli ordini dell'ammiraglio Antonio de Gaztañeta e Iturribalzaga, a sparare il primo colpo e quindi li sconfisse in situazione di apparente legittima difesa. Gli spagnoli perdettero così una parte essenziale delle loro forze e non poterono più sostenere le proprie truppe né in Sardegna né in Sicilia.
Intanto il 2 agosto 1718 era stato siglato il trattato di alleanza fra Gran Bretagna, Austria e Francia e con la promessa di adesione futura anche dei Paesi Bassi, che va sotto il nome di Quadruplice alleanza e a Napoli era stato riunito un piccolo esercito austriaco che nell'autunno del 1718 si diresse verso la Sicilia, dopo che gli alleati ne avevano garantito il possesso all'imperatore. Per trasferire questo contingente a Milazzo fu sufficiente impiantare una piccola testa di ponte. Non mancò comunque una battuta d'arresto, quando il 15 ottobre gli spagnoli (forti di 14 battaglioni di fanteria, 2 reggimenti di cavalleria e 2 reggimenti di dragoni, per un totale di 9 300 combattenti) sconfissero una forza austriaca di 6 000 uomini (19 battaglioni e 1 reggimento di dragoni): gli spagnoli ebbero 1 300 perdite (1 000 morti e feriti e 300 prigionieri), gli austriaci 3 000 (2 000 morti e feriti e 1 000 prigionieri).
Il 17 dicembre 1718 la Spagna respinse definitivamente le condizioni poste dalla Quadruplice Alleanza e la guerra fu dichiarata ufficialmente. Essa si estese anche alle colonie spagnole in Sudamerica, ove la Gran Bretagna cercò di ottenere vantaggi, ma alla fine dell'anno si trovarono in guerra con la Spagna solo l'Austria e la stessa Gran Bretagna (la Francia e i Paesi Bassi entrarono in guerra solo nel 1719).

### Le battaglie dal 1719 fino alla pace

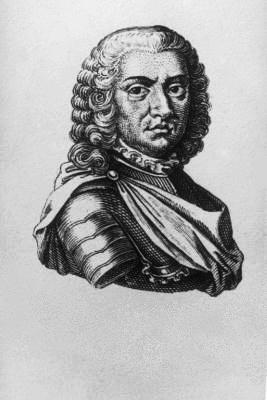
Claudio Florimondo d'Argenteau, conte di Mercy (1666-1734)

Subito dopo il cambio dell'anno anche la Francia entrò in guerra, dopo che fu scoperto un complotto dell'ambasciatore spagnolo contro il principe reggente, duca di Orléans. Per imporsi sulla Spagna la Francia inviò un esercito agli ordini del maresciallo Berwick che nella primavera del 1719 varcò i Pirenei entrando nelle province basche, ma esso dovette ritirarsi in novembre a causa della pessima situazione dei rifornimenti. Un'altra offensiva verso la Catalogna, dopo la conquista di Fuenterrabia, Urgel e San Sebastián, dovette essere abbandonata per i medesimi motivi. Nelle colonie americane le truppe francesi conquistarono Pensacola in Florida.
Nel corso del 1719 l'Austria riuscì a riconquistare la Sicilia. Essendosi Eugenio di Savoia rifiutato di assumere il comando delle truppe austriache nell'isola, questo fu affidato a Claudio Florimondo d'Argenteau, conte di Mercy (1666 – 1734). Egli assalì senza risultati il 20 giugno la città siciliana di Francavilla, dove in quel giorno gli imperiali persero 6 000 uomini (quasi un terzo dei 21 000 uomini che componevano il loro esercito) in una battaglia contro 29 000 spagnoli (che ebbero 2 000 morti e feriti), ma più avanti riuscì a conquistare Milazzo. Riconquistò quindi Messina e si attestò di fronte a Palermo. La pressione che la flotta britannica esercitava sulle forze spagnole si rivelò presto notevole. Per indebolire la Gran Bretagna, la Spagna decise di sostenere i giacobiti scozzesi nel loro movimento di indipendenza (Insurrezione giacobita). Il 6 marzo 1719 una flotta spagnola di circa 5 000 uomini lasciò il porto di Cadice per sbarcare sulle coste scozzesi.
Le condizioni atmosferiche avverse e la vigilanza della flotta britannica impedirono però il successo della spedizione. Nel mese successivo fu allestita un'altra flotta a La Coruña, ove furono imbarcati anche 300 soldati spagnoli, che sbarcò sulle coste occidentali scozzesi presso Eilean Donan Castle. Nel giugno la piccola forza (con altri 1 000 soldati scozzesi) fu sconfitta nella battaglia di Glen Shiel da 850 fanti e 120 dragoni britannici, sostenuti da 4 batterie di mortai: i vincitori ebbero 21 morti e 100 feriti, gli sconfitti 100 morti, parecchi feriti e 274 prigionieri. I britannici quindi contrattaccarono sbarcando in Galizia fra settembre ed ottobre una forza di circa 4 000 uomini. In agosto entrarono in guerra anche i Paesi Bassi e divenne evidente che la Spagna non avrebbe potuto fronteggiare la forza della Quadruplice Alleanza.
Il governo madrileno cercò di imboccare la strada della trattativa, ma gli alleati posero una condizione pregiudiziale: il cardinale Alberoni doveva essere allontanato dal governo spagnolo, prima che ci si ponesse al tavolo delle trattative. Nel dicembre 1719 l'Alberoni fu esonerato da tutti i suoi incarichi ed invitato a lasciare il paese entro due settimane. Quindi il 20 febbraio 1720 fu siglato il trattato dell'Aia, che pose fine alla guerra. Subito dopo furono sospese le ostilità in Palermo con la Convenzione di Palermo (1720).

## Conseguenze della guerra

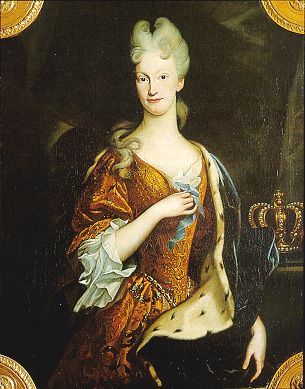
Elisabetta Farnese

La guerra si concluse con il Trattato dell'Aia (1720). Filippo V dovette sgombrare tutte le località occupate. Al figlio di Elisabetta Farnese, Carlo,  furono promessi il Ducato di Parma e Piacenza e il Granducato di Toscana, che dopo la prossima estinzione delle linee maschili dei Farnese e dei Medici gli sarebbero stati attribuiti (a questo scopo avrebbe però dovuto scoppiare una successiva guerra anglo-spagnola fra il 1727 e il 1729). Anche la colonia americana di Pensacola fu restituita alla Spagna dai francesi.
Gli Asburgo rinunciarono alla Sardegna e fu loro riconosciuta la Sicilia, in cambio della rinuncia a qualsiasi pretesa al trono spagnolo. Vittorio Amedeo II di Savoia fu quindi riconosciuto come re di Sardegna.
In un certo senso la guerra della Quadruplice Alleanza fu unicamente un seguito della guerra di successione spagnola, che non aveva definito in modo certo gli equilibri tra le potenze che si affacciavano sul mar Mediterraneo. Solo la Convenzione di Palermo diede luogo a chiari rapporti. La Spagna negli anni successivi sarebbe uscita dal suo isolamento e con la guerra di successione polacca (1733-1738) sarebbe riuscita anche a riportare sotto il suo controllo Napoli e la Sicilia.